# Пію білогорлий
Пію білогорлий (Synallaxis stictothorax) — вид горобцеподібних птахів родини горнерових (Furnariidae). Мешкає в Еквадорі і Перу.

## Опис

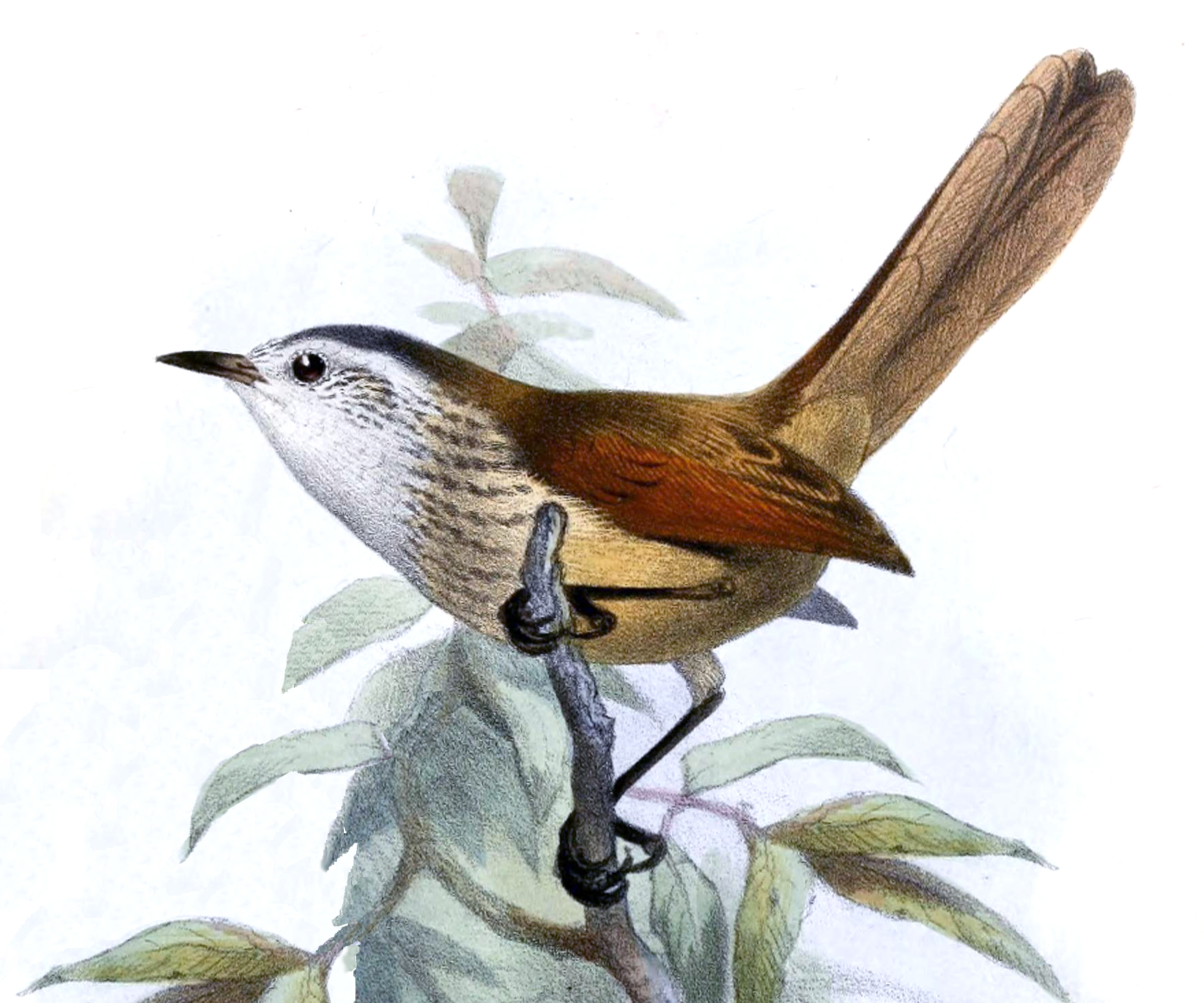
Білогорлий пію

Довжина птаха становить 13-13 см, вага 10-14 г. Тім'я і потилиця сірувато-коричневі, лоб поцяткочаний чорними і білими плямками, над очима тонкі, довгі, білі "брови". Спина коричнева. надхвістя рудувато-коричневе. Крила рудувато-бурі з чорнуватими краями. Хвіст рудий, центральні стернові пера чорнуваваті. Горло біле, груди білуваті, поцятковані тонкими темними смужками. Боки охристі .

## Підвиди
Виділяють два підвиди:
- S. s. stictothorax Sclater, PL, 1859 — південно-західний Еквадор (від центрального Манабі на південь до західного Гуаясу, острів Пуна);
- S. s. maculata Lawrence, 1872 — крайній південний захід Еквадору (південна Лоха) і північний захід Перу (Тумбес, П'юра, Ламбаєке, Ла-Лібетад).

Чінчіпський пію раніше вважався підвидом білогорлого пію, однак був визнаний окремим видом у 2021 році.

## Поширення і екологія
Білогорлі пію живуть в сухих тропічних лісах, на узліссях та в сухих чагарникових заростях. Зустрічаються на висоті до 400 м над рівнем моря. Живляться безхребетними, яких шукають серед рослинності. Гніздо кулеподібне з бічним входом, зроблене з гілочок. 